# لبنى ونس
لبنى ونس (مواليد 1 يوليو 1961) هي ممثلة مصرية بدأت مشوارها الفني عام 1991 مع مسلسل ضمير أبلة حكمت وفي عام 1996 تركت لبنى الوسط الفني ثم عادت مرة أخرى في عام 2013 مع مسلسل الداعية.

## أعمالها

### مسلسلات
- 1991: ضمير أبلة حكمت
- 1992: وما زال النيل يجري
- 1992: الخروج من الدائرة
- 1993: الوعد الحق
- 1994: وجوه للحب
- 1995: شارع المواردي الجزء الثاني
- 1996: خالتي صفية والدير
- 2009: بوجي وطمطم
- 2013: الداعية
- 2014: الصياد
- 2015: تحت السيطرة
- 2016: نصيبي وقسمتك
- 2016: ليلة
- 2016: قضاة عظماء الجزء الأول
- 2016: فوق مستوى الشبهات
- 2016: سقوط حر
- 2016: ستات قادرة
- 2016: الميزان
- 2016: الكبريت الأحمر الجزء الأول
- 2016: الخانكة
- 2016: الأزهر الجزء الأول
- 2017: واحة الغروب
- 2017: كفر دلهاب
- 2017: قضاة غظماء الجزء الثاني
- 2017: عشم إبليس
- 2017: حكايات بنات الجزء الثاني
- 2017: الحصان الأسود
- 2017: الحالة ج
- 2017: الجماعة الجزء الثاني
- 2017: أرض جو
- 2018: ليالي أوجيني
- 2018: كلبش 2
- 2018: كأنه إمبارح
- 2018: رحيم
- 2018: الرحلة
- 2018: الأب الروحي الجزء الثاني
- 2019: ممالك النار
- 2019: كارمن
- 2019: طلقة حظ
- 2019: أفراح إبليس الجزء الثاني
- 2020: ليه لأ
- 2020: ليالينا 80
- 2020: شاهد عيان
- 2020:  بخط الإيد
- 2020: القمر آخر الدنيا
- 2020: الحيطة
- 2020: البرنس
- 2020: الاختيار
- 2021: ورا كل باب الجزء الثاني
- 2021: نسل الأغراب
- 2021: نجيب زاهي زركش
- 2021: لحم غزال
- 2021: في يوم وليلة
- 2021: زي القمر
- 2021: حي السيدة زينب
- 2021: حلوة الدنيا سكر
- 2021: الطاووس
- 2021: إلا أنا
- 2022: ملف سري
- 2022: مزاد الشر
- 2022: سوشيال
- 2022: سوتس بالعربي
- 2022: رانيا وسكينة
- 2022: بيت الشدة
- 2022: الوسم
- 2023: جعفر العمده
- 2024: نعمة الأفوكاتو

### أفلام
- 1991: شحاتين ونبلاء
- 1992: الراقصة والشيطان
- 1993: ضحك ولعب وجد وحب
- 1996: إشارة مرور
- 2014: أتش أي في
- 2018: عيار ناري
- 2018: طلق صناعي
- 2018: بين بحرين
- 2019: بيت ست
- 2019: بعلم الوصول
- 2021: قبل الأربعين
- 2021: النداهة
- 2021: 200 جنيه

### مسرحيات
- 2021: ياما في الجراب يا حاوي
- 2022: أحفاد ريا و سكينة

### برامج
- 2014: خطوات الشيطان الجزء الثاني

## وصلات خارجية
- لبنى ونس على موقع IMDb (الإنجليزية)
- لبنى ونس على موقع الدهليز
- لبنى ونس على موقع قاعدة بيانات الأفلام العربية